# Rzędowice (powiat miechowski)
Rzędowice – wieś w Polsce położona w województwie małopolskim, w powiecie miechowskim, w gminie Książ Wielki.
W latach 1975–1998 miejscowość należała administracyjnie do województwa kieleckiego. Integralne części miejscowości: Duża Strona, Mała Strona, Poręba, Zagórze.